# Couepia meridionalis
Couepia meridionalis är en tvåhjärtbladig växtart som beskrevs av Ghillean `Iain' Tolmie Prance. Couepia meridionalis ingår i släktet Couepia och familjen Chrysobalanaceae. Inga underarter finns listade i Catalogue of Life.